# Gál Kelemen
Gál Kelemen (Szentgerice, 1869. december 27. – Tatabánya, 1945. február 10.) erdélyi magyar pedagógus, filozófus és történész.

## Életpályája
Iskoláit Székelykeresztúron és Kolozsvárt végezte, 1892-ben a kolozsvári egyetemen német nyelvészeti és filozófiai oklevelet, 1895-ben doktorátust szerzett. A kolozsvári Unitárius Főgimnázium tanára (1893–1931), közben egy negyedszázadon át igazgatója is.
Filozófiai műveltségét a német idealizmus bölcseletéből merítette, pedagógiai téren hagyományos tekintélyelvekhez ragaszkodott, történetírói munkásságát a nemzeti irány jellemezte. Vallási és világnézeti téren liberális volt, az ifjúság nevelésében magas erkölcsi követelményeket állított fel. Széles körű pedagógusi és szakirodalmi munkássága során a Keresztény Magvető szerkesztője (1910–18), majd munkatársa, a Magyar Kisebbség tanügyi rovatának vezetője. Tanulmányok egész sorát jelentette meg Brassai Sámuelről mint filozófusról (1899), megírta életrajzát (1926), s nyelvművelő törekvéseiről Brassai küzdelmei a magyartalanságok ellen (Kolozsvár 1927) címen értekezett.
Nyugalomba vonulása után írta három legjelentősebb munkáját: A Kolozsvári Unitárius Kollégium története (1568–1900) I–II. (Kolozsvár 1935); Kilyéni Ferencz József unitárius püspök élete és kora (Kolozsvár 1936); Jakab Elek élet- és jellemrajza (Kolozsvár 1938).

## Művei
- Brassai küzdelmei a magyartalanságok ellen. Kolozsvár, 1927. (Erdélyi Tudományos Füzetek 7.)
- A kolozsvári unitárius kollégium története 1568-1900, I-II, Kolozsvár 1935.
- Kilyéni Ferencz József unitárius püspök élete és kora : Háromnegyedszázad az unitárius egyház életéből. Kolozsvár, 1936.

## További irodalom
- Markos Albert: Gál Kelemen. Pásztortűz 1931/23.
- Járosi Andor: Egy erdélyi életmű. A Kolozsvári Unitárius Kollégium története. Pásztortűz 1935/14.